# Indiaas-Oekraïense betrekkingen

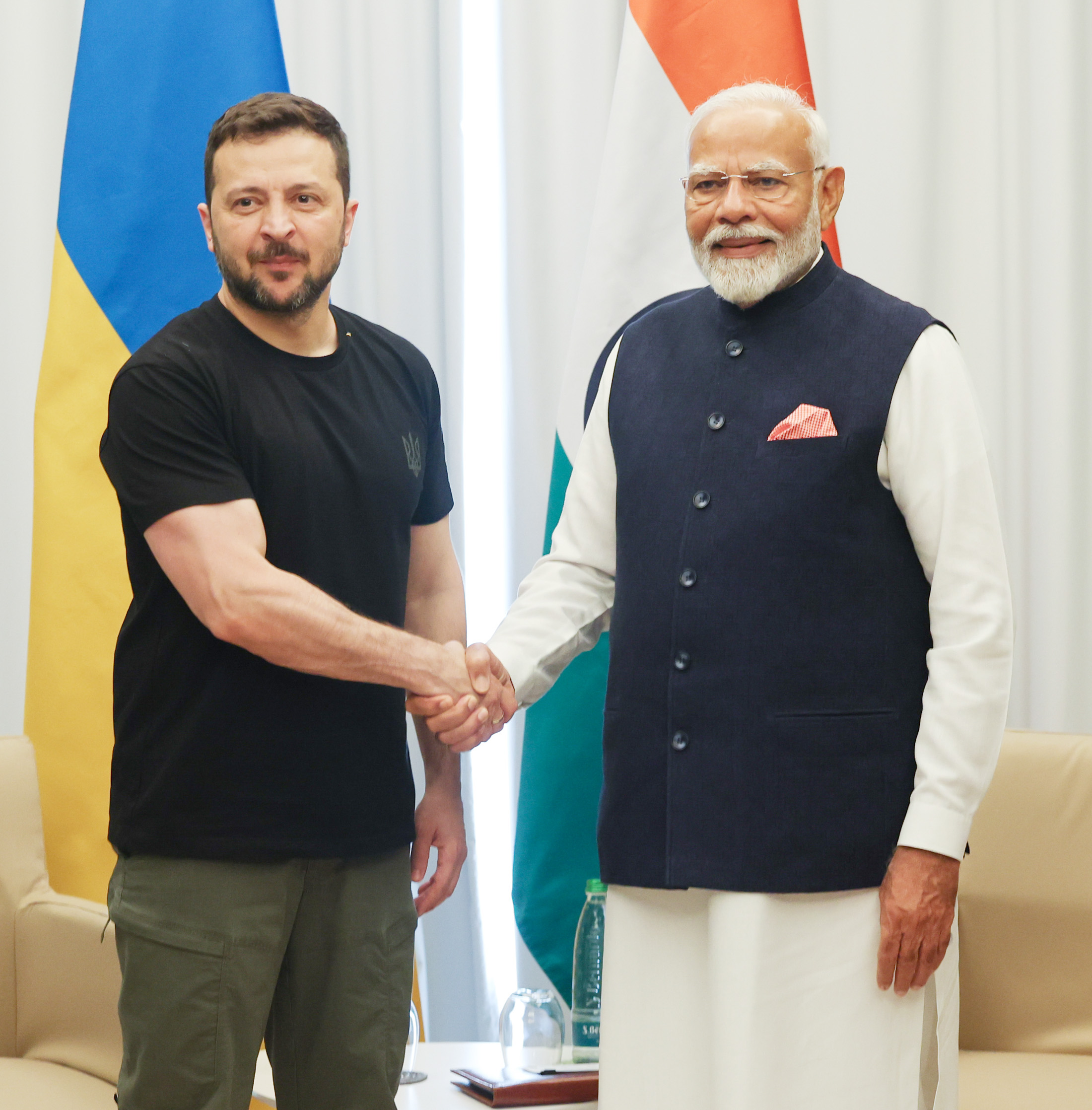
De Oekraïense president Volodymyr Zelensky en de Indiase premier Narendra Modi op de G7-top in Italië, 14 juni 2024.

De Republiek India erkende Oekraïne als een soeverein land in december 1991 na de ontbinding van de Sovjet-Unie en startte diplomatieke betrekkingen in januari 1992. De Indiase ambassade in Kiev werd geopend in mei 1992 en Oekraïne opende haar missie in New Delhi in februari 1993. Het consulaat-generaal van India in Odessa functioneerde van 1962 tot de sluiting in maart 1999.

## Geschiedenis

### Bilaterale verdragen en overeenkomsten
Er zijn meer dan 17 bilaterale overeenkomsten getekend tussen India en Oekraïne, waaronder overeenkomsten over samenwerking op het gebied van wetenschap en technologie, overleg met het ministerie van Buitenlandse Zaken, samenwerking op het gebied van ruimteonderzoek, het vermijden van dubbele belastingheffing en de bevordering en bescherming van investeringen. Tijdens Aero India 2021 tekende Oekraïne vier overeenkomsten ter waarde van ₹530 crore (equivalent aan ₹595 crore of $71 miljoen Amerikaanse dollar in 2023) met India. Deze overeenkomsten omvatten de verkoop van nieuwe wapens en het onderhoud en de upgrades van bestaande wapens die in gebruik zijn bij de Indiase strijdkrachten.

### Handelsbetrekkingen
De handelsbetrekkingen en economische samenwerking tussen India en Oekraïne zijn gebaseerd op de langdurige vriendschap tussen de twee landen. In maart 1992 werd het Vriendschaps- en Samenwerkingsverdrag tussen India en Oekraïne ondertekend. Dit betekende een belangrijke impuls voor de handelsbetrekkingen tussen India en Oekraïne.
De handelsbetrekkingen tussen India en Oekraïne ontwikkelen zich razendsnel. De handel tussen India en Oekraïne is in de periode 2003-2005 verdrievoudigd en bedraagt nu meer dan 1 miljard Amerikaanse dollar. De import van Oekraïne uit India is verdubbeld en bedroeg in 2006 3,214 miljoen dollar, terwijl de export van Oekraïne naar India met een factor 3,6 is toegenomen en in 2006 7,369 miljoen dollar bedroeg. De totale omzet in de handel tussen India en Oekraïne bedroeg in 2005-2006 meer dan 3,1 miljard Amerikaanse dollar (januari 2014). De belangrijkste producten die Oekraïne uit India importeert zijn medicijnen, farmaceutische producten, ertsen en mineralen, tabaksproducten, thee, koffie, specerijen, zijde en jute. De belangrijkste producten die India uit Oekraïne importeert zijn chemicaliën, apparatuur, machines en motoren. De bilaterale handel tussen de twee landen is de afgelopen 25 jaar aanzienlijk gegroeid en bedroeg in 2018-2019 bijna 2,8 miljard dollar. India is de grootste exportbestemming van Oekraïne in de regio Azië-Pacific en de vijfde grootste exportbestemming in het algemeen.
Zowel de Oekraïense als de Indiase regering nemen deel aan de sessies van de Oekraïense Indiase Intergouvernementele Commissie, waarin de gezamenlijke vergadering van de Handelsraad van Oekraïne en India wordt gehouden. Dit heeft de handelsbetrekkingen tussen India en Oekraïne een enorme impuls gegeven. Oekraïne is geen nieuw lid van de Indiase industrie, aangezien haar ondernemingen actief betrokken zijn en de ruggengraat vormen van onder andere de Indiase energiesector en zware industrie.
Er zijn naamloze vennootschappen zoals 'Ukrindustry', die contracten hebben gewonnen voor de reconstructie van cokesbatterijen in de metaalfabrieken in Rourkela en Bokaro. Er zijn ook machinefabrieken in Azovmash en Novokramatorskyi die apparatuur voor de productie van zuurstofconverters leveren. De handelsbetrekkingen tussen India en Oekraïne hebben ook geleid tot een grotere samenwerking tussen de twee landen op technologisch en wetenschappelijk gebied.

### Wetenschappelijke en technologische betrekkingen
Op grond van de overeenkomst die India en Oekraïne in mei 1992 ondertekenden, komt het gezamenlijke W&T-comité jaarlijks bijeen om de uitvoering van projecten, het houden van tentoonstellingen en de samenwerking op het gebied van wetenschappelijk onderzoek te bespreken. Het comité kwam voor het laatst bijeen in Kiev in oktober 2007 en keurde 11 W&T-projecten goed voor implementatie. In december 2004 werden in New Delhi de Dagen van Oekraïense Wetenschap en Technologie gehouden. Het Nationaal Ruimtevaartagentschap van Oekraïne en ISRO werken doorlopend samen op het gebied van de ruimtevaart. Oekraïne heeft een zeer sterke IT-sector. Veel offshore callcenters zijn succesvol gebleken. Aptech Limited uit Mumbai heeft in mei 2004 een overeenkomst getekend met het International Institute of Personnel Management (het grootste IT-opleidingscentrum in Oekraïne) om IT-programma's te organiseren voor scholen en instellingen in Oekraïne. Biotechnologie is de nieuwste sector waarin bedrijven als Biocon, Genoom etc. met elkaar samenwerken. Het bedrijf levert ook turbines voor thermische, waterkracht- en kerncentrales.
In 2005 gaf de toenmalige president A.P.J. Abdul Kalam tijdens een toespraak voor Indiërs in Oekraïne blijk van zijn interesse in het versterken van de samenwerking met Oekraïne op het gebied van ruimteonderzoek. Samen met leden van de Indian Space Research Organisation (ISRO) bezocht hij later het Oekraïense ruimtevaartagentschap Yuzhnoye, een van de grootste raketfabrieken ter wereld.

## Politieke betrekkingen

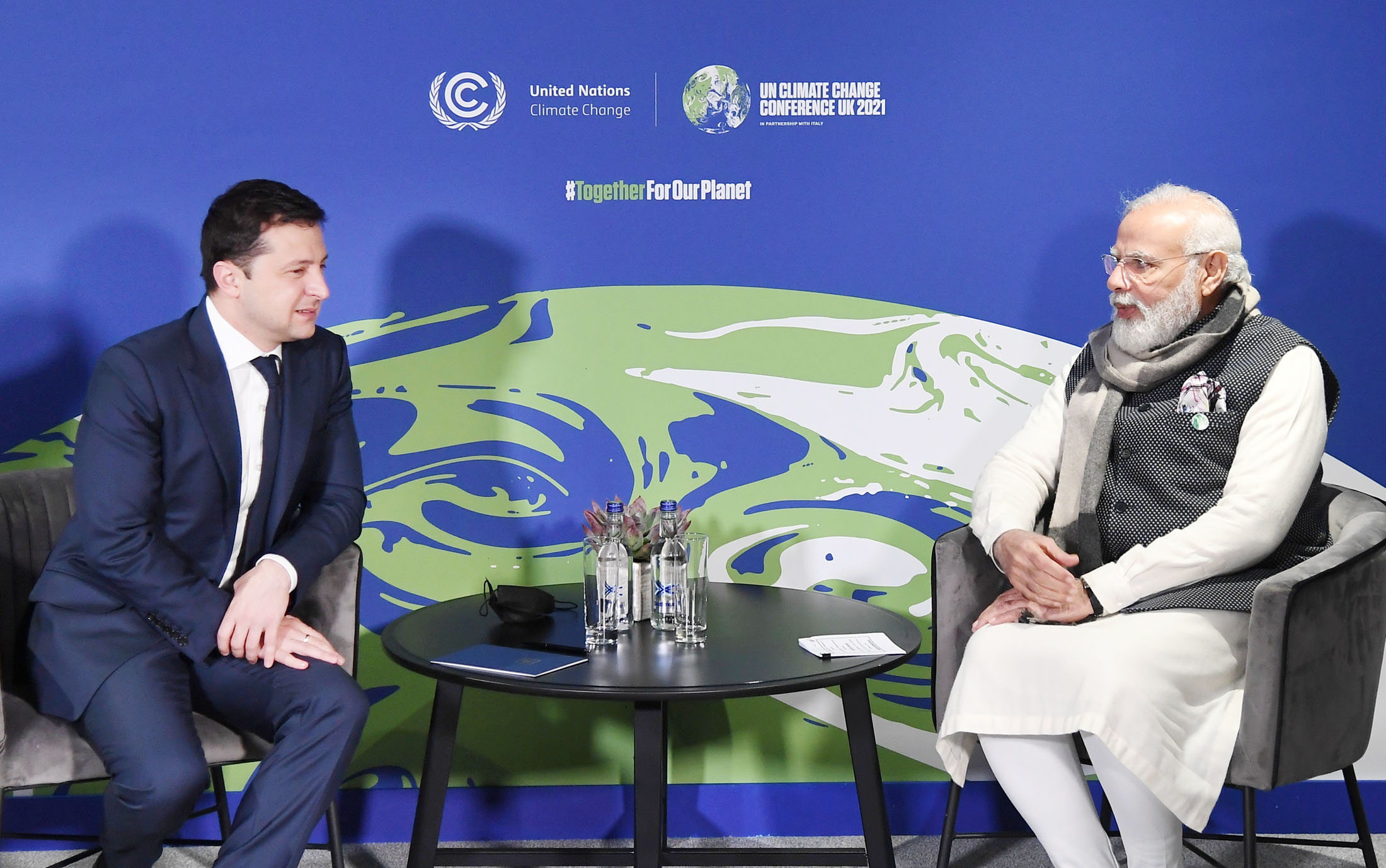
De Indiase premier Narendra Modi ontmoet de Oekraïense president Volodymyr Zelensky tijdens de COP26 in Glasgow, Schotland en het Verenigd Koninkrijk op 2 november 2021.

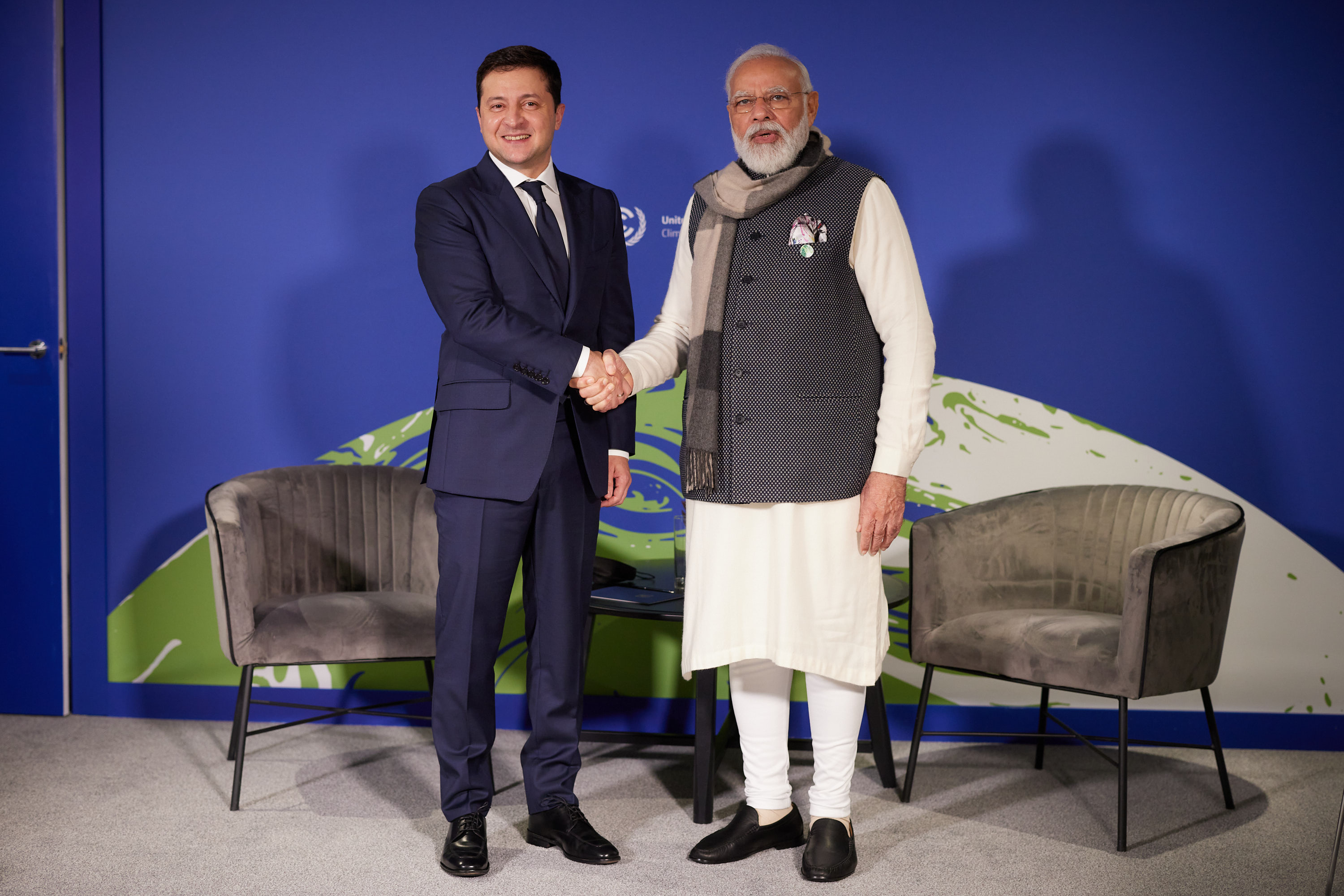
De premier van India, Narendra Modi, schudt de hand van de president van Oekraïne, Volodymyr Zelensky, aan de zijlijn van de COP26-top in Glasgow, Schotland, op 2 november 2021.

India heeft vriendschappelijke betrekkingen met Oekraïne onderhouden, zelfs toen Oekraïne nog een republiek was in de Sovjet-Unie. Jaarlijkse consultaties van het ministerie van Buitenlandse Zaken vinden plaats op secretarisniveau. De plaatsvervangend minister van Buitenlandse Zaken, verantwoordelijk voor de regio Azië, vertegenwoordigt de Oekraïense zijde bij deze consultaties. Oekraïne werkt ook op internationaal niveau positief samen met India. Oekraïne steunt de oplossing van de kwestie Jammu en Kasjmir op basis van het bilaterale Verdrag van Shimla tussen India en Pakistan. Oekraïne steunt ook hervormingen van de VN-structuur.
Tijdens de Russische invasie van Oekraïne sinds 2022 begonnen Indiase media te berichten dat Oekraïne zich in 1998 had verzet tegen de kernproef van India. Ook werd ten onrechte gemeld dat Oekraïne vóór VN-resolutie 1172 had gestemd, waarin de kernproef van Pakistan en India in de Veiligheidsraad van de Verenigde Naties werd veroordeeld. Oekraïne was echter geen lid van de VN-Veiligheidsraad toen Resolutie 1172 unaniem werd aangenomen. Het land kon daarom niet deelnemen aan het stemmingsproces en Resolutie 1172 bevatte ook geen sancties.
Oekraïne was echter wel lid van de Ontwapeningsconferentie, waar Mykola Maimeskul, de permanente vertegenwoordiger van Oekraïne bij de Verenigde Naties, de kernproeven van India veroordeelde. De permanente vertegenwoordiger van Oekraïne bij de Verenigde Naties, Volodymyr Jeltsjenko, veroordeelde India in een speciale aanvullende verklaring nogmaals voor het testen van kernwapens.

### Standpunt over de Krim
Na de Russische annexatie van de Krim in 2014 onthield India zich van stemming over een resolutie waarin het de annexatie veroordeelde. India is ook geen voorstander van internationale sancties tegen Rusland. In december 2014 bracht de premier van de Krim, Sergej Aksjonov, een informeel bezoek aan India om een memorandum te ondertekenen met een zakenorganisatie genaamd het Indian-Crimean Partnership. Een woordvoerder van het Indiase ministerie van Buitenlandse Zaken zei dat hij officieel niet op de hoogte was van het bezoek van de heer Aksjonov. De woordvoerder zei ook dat de heer Aksjonov geen lid was van Poetins delegatie. Sommige deskundigen zijn echter sceptisch over de uitleg die de woordvoerder van het Indiase Ministerie van Buitenlandse Zaken geeft. De president van Oekraïne bekritiseerde India omdat het Sergej Aksjonov India liet bezoeken. Ook Jen Psaki, woordvoerster van het Amerikaanse ministerie van Buitenlandse Zaken, uitte haar zorgen over het bezoek.
In november 2020 stemde India, samen met 22 andere landen, in de Verenigde Naties tegen een door Oekraïne gesponsorde resolutie waarin vermeende mensenrechtenschendingen door Rusland op de Krim werden veroordeeld.

## Standpunt over de Russische invasie van Oekraïne sinds 2022
Tijdens de Russische inval in Oekraïne onthield India zich van stemming ter ondersteuning van verschillende resoluties die gericht waren op het veroordelen van de Russische acties in Oekraïne, zowel bij de Algemene Vergadering van de Verenigde Naties als bij de Veiligheidsraad van de Verenigde Naties. India was een van de drie landen in de VN-Veiligheidsraad die zich onthielden van stemming over de resolutie ter veroordeling van de Russische invasie van Oekraïne sinds 2022. Deze resolutie mislukte uiteindelijk vanwege een veto van permanent lid Rusland. India onthield zich ook van stemming ter ondersteuning van resoluties waarin een onderzoek naar de mensenrechtenschendingen van Rusland in Oekraïne werd geëist en de resolutie die gericht was op het beëindigen van het lidmaatschap van Rusland van de Mensenrechtenraad van de Verenigde Naties. Rusland prees India op zijn beurt voor het onthouden van stemming over resoluties die gericht waren tegen Rusland. Ook noemde het land India's positie 'evenwichtig en onafhankelijk'.
De Indiase regering weigerde ook de Russische inval in Oekraïne te veroordelen en noemde de vriendschap tussen India en Rusland 'onbreekbaar'. Na de invasie van Oekraïne kocht India nog meer Russische olie tegen gereduceerde prijzen en bleef het Russische wapens bestellen. Daarmee werd Rusland in 2022 de derde grootste olieleverancier van India. In 2021 stond Rusland op de 17e plaats en leverde het slechts ongeveer 1 procent van de totale olie-import van India. Van april 2022 tot januari 2023 steeg de Russische import van India met 384%, voornamelijk als gevolg van de toegenomen import van Russische olie. De Oekraïense minister van Buitenlandse Zaken Dmytro Koeleba bekritiseerde India omdat het land profiteerde van de aankoop van goedkope Russische olie. Op 29 december 2022, na de Russische aanvallen op de Oekraïense infrastructuur, tweette Koeleba: "Er kan geen sprake zijn van 'neutraliteit' in het licht van dergelijke massale oorlogsmisdaden. Doen alsof je 'neutraal' bent, staat gelijk aan het kiezen van de kant van Rusland.". De Indiase overheid heeft Oekraïne aanzienlijke hoeveelheden geweldloze en humanitaire hulp geboden, waaronder essentiële medicijnen, essentiële medische apparatuur en schoolbussen, waarbij de nadruk ligt op haar beleid van minder geweld.
In maart 2024 zei Dmytro Koeleba tijdens een bezoek aan India dat het land zich zorgen moest maken over de steeds nauwere banden van Rusland met China. Hij verklaarde dat "de samenwerking tussen India en Rusland grotendeels gebaseerd is op de Sovjet-erfenis. Maar dit is niet de erfenis die eeuwenlang bewaard zal blijven; het is een erfenis die verdampt." Koeleba benadrukte dat Oekraïne geïnteresseerd is in het herstellen van de handel met India en dat Indiase bedrijven welkom zijn om deel te nemen aan het herstel van het land.
In juni 2024 woonde de Indiase diplomaat Pavan Kapoor de vredestop over Oekraïne in Zwitserland bij. Kapoor heeft het gezamenlijke 'communiqué' niet ondertekend.
In juli 2024 bezocht de Indiase premier Narendra Modi Moskou om de Russische president Vladimir Poetin te ontmoeten. De Oekraïense president Volodymyr Zelensky bekritiseerde het bezoek van Narendra Modi aan Moskou als een "enorme teleurstelling en een vernietigende klap voor de vredesinspanningen". De twee omhelsden elkaar terwijl Modi uit zijn auto stapte. Deze daad werd door Zelensky bekritiseerd omdat het op dezelfde dag gebeurde dat Russische raketten een kinderziekenhuis in Kiev troffen.
In augustus 2024 bezocht Modi Oekraïne. Het was de eerste keer dat een premier Oekraïne bezocht.

### Beschuldigingen van racisme tegen buitenlanders
Aan het begin van de Russisch-Oekraïense oorlog werd door meerdere nieuwsbronnen melding gemaakt van grootschalige rassenscheiding. Zo werd het mensen van Indiase, Afrikaanse en Midden-Oosterse afkomst niet toegestaan om mee te gaan in de evacuatiebussen naar Europa.
Het officiële Twitter-account van het Oekraïense ministerie van Defensie plaatste een karikatuur van de hindoeïstische godheid Kali en noemde het een "kunstwerk". Na de daaropvolgende negatieve reacties tweette de Oekraïense viceminister van Buitenlandse Zaken Emine Dzheppar Dzhaparova: "We betreuren het dat @DefenceU (het officiële Twitter-account van het Oekraïense ministerie van Defensie) de hindoeïstische godin Kali op een verdraaide manier heeft afgebeeld.

### Sancties
Oleksandr Merezjko, een vooraanstaand Oekraïens parlementslid en een belangrijke adviseur van Volodymyr Zelensky, had tijdens een bezoek aan Washington de Verenigde Staten verzocht om sancties op te leggen aan India en China als zij olie van Rusland blijven kopen.

### Protest tegen overdracht van munitie naar Oekraïne
Op 2 september 2022 meldde The Economic Times dat India bij de Britse regering krachtig bezwaar heeft gemaakt tegen de overdracht van door Pakistan geproduceerde wapens en munitie aan Oekraïne via vliegtuigen van de Royal Air Force.

## Indiase diaspora
In Oekraïne woont een kleine maar levendige Indiase gemeenschap, die voornamelijk bestaat uit zakenmensen en studenten. Er studeren ongeveer 18.000 Indiase studenten in Oekraïne, voornamelijk in de geneeskunde. Indiase zakenlieden werken vooral in de sectoren farmacie, IT, techniek, geneeskunde en onderwijs. De ‘India Club’, opgericht door Indiase expats in 2001, betrekt de Indiase diaspora in Oekraïne actief en organiseert verschillende evenementen, zoals een Diwali-festival, crickettoernooien, een Holi-festival, een Indiaas dansfestival, vertoningen van Bollywood-films, etc. Een Indiase student uit Madlauda schreef een autobiografie over zijn leven in Oekraïne, de wreedheden van de Russische invasie van Oekraïneen de daaropvolgende Operatie Ganga in een boek met de titel The Life of Tolka.
Op 4 maart 2022 verzocht India Oekraïne en Rusland om een wapenstilstand af te dwingen in de noordoostelijke Oekraïense stad Soemy, zodat honderden Indiase studenten die daar belegerd werden, geëvacueerd konden worden naarmate de situatie verslechterde.